# Pseudoleskea pfundtneri
Pseudoleskea pfundtneri là một loài Rêu trong họ Leskeaceae. Loài này được (Limpr.) Kindb. mô tả khoa học đầu tiên năm 1897.